# Valkó
Valkó é uma vila da Hungria, situada no condado de Peste. Tem 37,59 km² de área e sua população em 2019 foi estimada em 2.429 habitantes.